# Gaudence de Brescia
Pour les articles homonymes, voir Gaudence.
Gaudence de Brescia (Gaudentius en latin, Gaudenzio en italien), l'un des saint Gaudence, né vers 327 à Brescia, mort vers 410 ou 411, est le huitième évêque de Brescia et un saint catholique et orthodoxe, fêté localement le 25 octobre.

## Biographie
Gaudence est né en 327 à Brescia en Lombardie. En 390 il se rend en pèlerinage en terre sainte. Il est l'un des premiers à le faire (et dont nous ayons une trace). C'est à ce moment là que ses concitoyens le désignent comme leur nouvel évêque après la mort de Philastre de Brescia. Gaudence cherche dans un premier temps à échapper à cette charge, mais l'évêque de Milan, Ambroise, le convainc d'accepter cette charge. Ambroise sera d'ailleurs présent à son ordination épiscopale. Gaudence devient ainsi le huitième évêque de sa ville. Ambroise, qui tient le nouvel évêque en amitié l'invite à plusieurs reprise à venir effectuer des prédication dans sa ville de Milan.
Son activité pastorale est connue par une série de sermons qui nous sont parvenus. Un de ses fidèles, malade et dans l'impossibilité de se rendre à l'église, avait réussi à convaincre l'évêque de rédiger ses sermons et de les lui transmettre par écrits. Même Rufin d'Aquilée lui avait écrit : « Votre esprit est si vif que ce que vous dites dans vos sermons et vos conversations mériterait d'être écrit et publié »,,. Ainsi ses sermons mis par écrits sont recopiés et réutilisés par d'autres, comme des prêtes qui les reprennent dans leurs propres enseignements. Dans ses sermons, l'évêque dénonce l'injustice et l'hypocrisie des puissants de son temps.
Gaudence, était un homme très cultivé, et il avait la confiance et l'estime des personnalités religieuses et civiles de son temps. Le pape Innocent Ier le missionne en 406 pour se rendre à Constantinople pour apporter son aide et défendre saint Jean Chrysostome qui était alors condamné à l'exil. D'autres évêques l'accompagnent, mais leur mission est un échec : ils sont arrêtés et renvoyés en Italie,,. A son retour, Gaudence fait construire dans sa ville une basilique qu'il nomme l'« Assemblée des Saints » pour accueillir les reliques de plusieurs saints qu'il avait obtenu à Césarée de Cappadoce et ramenées de son voyage en Terre Sainte.
Il meurt vers 410. Il est enterré dans a basilique et très vite vénéré comme un saint par la population.